# ジェプセン
ジェプセン（英語：Jeppesen）または、ジェプセン・サンダーソン（ 英：Jeppesen Sanderson）とは、ナビゲーション情報、運航計画ツール、フライトプランニング製品およびソフトウェアを開発提供するアメリカの企業。1934年に世界初の航空航法チャートを出版したエルレイ・ボーガ・ジェプセンによって設立された。

## 概要
現代では紙の航空図に代わりデジタルチャート（電子地図）が主流となっており、スマートフォンやタブレットPCなどのモバイルデバイスや、電子フライトバッグ、統合電子ブリッジ（コックピット）システム、その他ディスプレイデバイスが一般的になり、即利用可能となるにつれ、パイロットや船員によって紙よりも好まれる傾向にあり、ジェプセン発行の航空航法チャートは、その人気から、パイロットらによって「ジェプ（Jeep）チャート」または単に「ジェプス（Jepps）」とも称される。
ジェプセンは、コロラド州インバネスに本社を置き、アラパホ郡の国勢調査指定地域に所在する。ジェプセンは、ノイ＝イーゼンブルク（ドイツ）、マッサ（イタリア）、クローリー（イギリス）、ヨーテボリ（スウェーデン）、キャンベラ（オーストラリア）、 グダニスク（ポーランド）を含む世界各地にオフィスを構える。また、ジェプセンは約3,200名を雇用している。
1900年代後半から2000年代に掛け海図を制作する会社の買収を度々行っており、海図業界にも進出しているが、2016年に海図部門をナビコが所有するC-MAPへ売却し、海図からは撤退している。
当時建設中だったデンバー国際空港のターミナルは、 1991年2月にジェプセンの創設者に因み、「エルレイ・B・ジェプセン・ターミナル」と名付けられた。

## 歴史

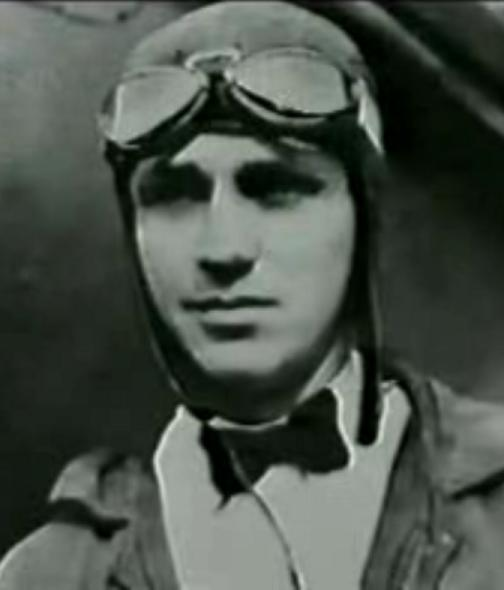
1923年以前に撮影された操縦士時代のエルレイ・ボーガ・ジェプセン

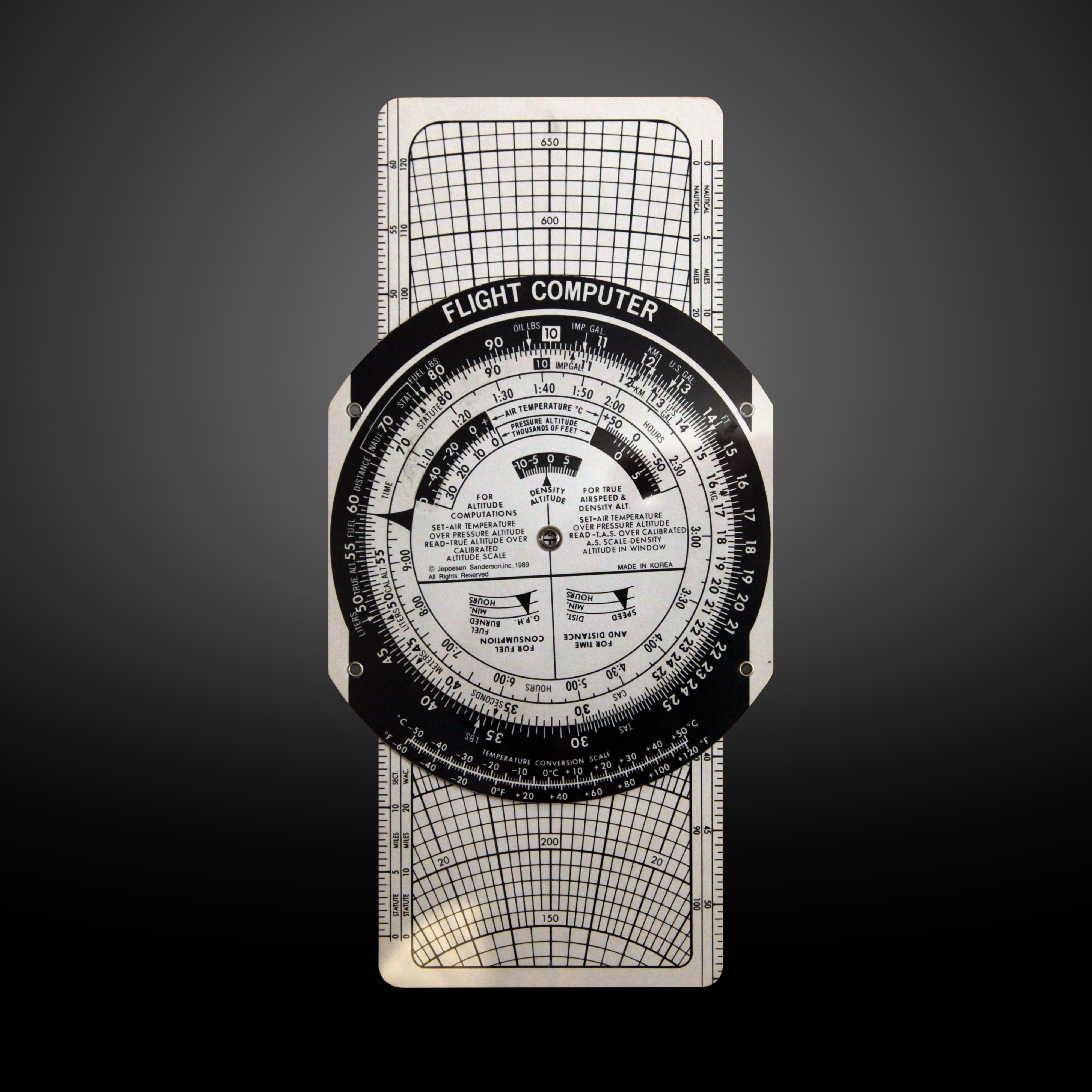
ジェプセンのフライトコンピューター（航法計算盤）

1934年、操縦士が飛行中に航法を行うための航空図を最初に作成したヴァーニーエアラインズに務めるパイロットであったエルレイ・ボーガ・ジェプセンによって設立される。彼が収集した情報と彼が描いたチャートは、当初は個人的な使用のみであったが、仲間のパイロットは直ぐにこれらのチャートを使用する利点を見出しており、ジェプセンは自身のチャートブックのコピーを10ドルで販売し始めている。購入したパイロットは、自分のルートでデータを収集し始め、これをジェプセンに渡し「ナビゲーションブック」として情報を書き加えている。元客室乗務員でジェプセンの妻、ネイディーン・ジェプセンも会社の初期には重要な存在であった。
1930年代後半、ヴァーニーエアラインが他の航空会社と合併しユナイテッド航空となった後、ジェプセンが勤めていたユナイテッド航空は、ジェプセンのチャートを使用し始めた最初の航空会社の1つであった。暫くして、チャートビジネスはジェプセンの時間の多くを費やし始めたため、彼は機長としての仕事を辞め、チャートの作成に注力する。
1941年 - 会社をユタ州ソルトレイクシティからコロラド州デンバーに移転する。
1947年 - 民間航空委員会（Civil Aeronautics Administration, CAA）と協力し、標準的な計器進入手順を導入し、国立飛行データセンターの設立を行う。
1957年 - ドイツのフランクフルトにオフィスを開設し、欧州の顧客に向けたサービスを開始する。
1961年 - タイムス＝ミラー カンパニー（ロサンゼルスタイムズの親会社）に買収される。
1973年 - JeppesenNavDataは初となる飛行管理装置（Flight management computer guidance systems, FMCGS）で商業向けデータベースとして採用された。
1974年 - タイムス＝ミラーが民間飛行訓練大手プロバイダーであったサンダーソン・フィルムズを買収し、ジェプセンは飛行訓練事業に参入する。
1989年 - ロッキード傘下にあった気象サービス部門となるロッキード・データ・プランを買収。
1996年 - CD-ROMによる航空図の叢書「JeppView」を発表。
1998年 - インターネットを介した航空図のアップデート配信を開始。
2000年 - ボーイングがタイムス＝ミラーを買収したことにより、ジェプセンはボーイングの傘下企業となった。
2002年 - ペーパーレス化を進めるため、電子フライトバッグの開発とインターネットベースのチャート配信を開始する。
2006年 - 乗務員のスケジュール管理ソフトウェアを開発するカルメン・システムを買収。また。2004年にも同様のソフトウェア企業であるSBSを買収している。

## その他
数年毎に記念チャートを制作しており、一例としてサンタクロースチャートや、USエアウェイズ1549便不時着水事故に因んだハドソンリバーミラクル「サレンバーガー/スカイズ」チャート、ハリソンフォードチャートなどが製作されている。